# Дегтярёв, Геннадий Лукич
Геннадий Лукич Дегтярёв (род. 27 января 1938, с. Тойкино, Черновской район, Пермская область, СССР) — доктор технических наук, профессор. Ректор Казанского государственного технического университета им. А.Н.Туполева (КГТУ) (1987–2007), президент КНИТУ-КАИ (2007– 2011), заведующий кафедрой автоматики и управления (1987–2018). Академик Академии наук Республики Татарстан (1991).

## Биография
Геннадий Дегтярёв родился 27 января 1938 года в селе Тойкино Черновского района Пермской области. В 1962 году с отличием окончил Казанский авиационный институт (КАИ), факультет летательных аппаратов. В 1967 году защитил кандидатскую диссертацию.
В 1967–1982 годы —  ассистент, старший преподаватель, доцент кафедры динамики полёта и управления. В 1980 году защитил диссертацию на соискание ученой степени доктора наук. В 1982 году назначен заведующим кафедрой автоматического управления (ныне – кафедра автоматики и управления). С 1985 по 1987 год работал проректором по научной работе.
16 июля 1987 года в выборах на альтернативной основе был избран новым ректором Казанского государственного технического университета. 10 апреля 2007 года Геннадий Дегтерёв покинул пост ректора КАИ в связи с достижением предельного возраста.
В июле 2007 года избран президентом КГТУ им. А.Н. Туполева.
Академик Российской академии естественных наук (РАЕН), Международной академии наук высшей школы.
Главный редактор журнала «Вестник КГТУ им.А.Н.Туполева» (1995–2007), член редакционного совета журнала «Известия вузов. Авиационная техника» (1998), Национального комитета РФ по автоматическому управлению (ИФАК) (1999), совета Ассоциации технических вузов РФ (с 1993 года), президиума учебно-методического отделения в области автоматизации и управления (1995).

## Награды
- Орден Дружбы
- Орден «За заслуги перед Республикой Татарстан»
- Знак «Почётный работник высшего образования»
- Грамота Президента Российской Федерации
- Почётная грамота Президиума Верховного совета Российской Федерации (1992)[6]
- Золотая медаль Академии наук Республики Татарстан «За достижения в науке» (2018 год)[7].

## Книги и публикации
- Теоретические основы оптимального управления упругими космическими аппаратами. / Дегтярёв Г.Л., Сиразетдинов Т.К. — М.: Машиностроение, 1986. 216 c.
- Синтез локально-оптимальных алгоритмов управления летательными аппаратами. / Дегтярёв Г.Л., Ризаев И.С. — М.: Машиностроение, 1991. 304 c.
- Аналитическое проектирование динамических систем. / Сиразетдинов Т.К., Богомолов А.И., Дегтярёв Г.Л. — Казань: Изд. КАИ, 1978 г. 80.с.
- Оптимальное управление стохастическими системами при неполной информации. / Дегтярёв Г.Л., Семенов П.К. — Казань, Изд. КАИ, 1986. 76 с.
- G.L. Degtyarev, R.N. Faizutdinov. I.O. Spiridonov, Robust Controller Synthesis for Airborne Electro-Optical Device Line-of-Sight Stabilization System with Saturating Actuators // Russian Aeronautics, 2019, no. 4